# باتريك ماريوت
باتريك ماريوت (بالإنجليزية: Patrick Marriott)‏ هو عسكري بريطاني، ولد في 23 فبراير 1958.